# Distrito de Sórmovski
El distrito de Sórmovski (del ruso: Со́рмовский райо́н), más conocido como Sórmovo (del ruso: Со́рмово), es uno de los ocho distritos de la ciudad de Nizhni Nóvgorod, Rusia. Este distrito está situado en la esquina noroeste de Nizhni, a orillas del río Volga. Es un distrito dedicado casi en su totalidad a la industria pesada, donde se encuentra uno de los astilleros más importantes del país. Posee una población de 171,100 habitantes (censo de 2010).
Este distrito goza de gran historia e identidad propia dentro de la ciudad. Conocida como Soromovo (Соромово), con el paso del tiempo su topónimo oficial cambió al de Sórmovo debido a la eufonía con la que era conocido popularmente. Fue una localidad autónoma desde 1542 hasta 1929, fecha en que se integra como parte de Nizhni Nóvgorod. Existe un hecho clave en el devenir histórico de Sórmovo y es la creación en 1849 de la factoría industrial Krásnoe Sórmovo, factoría que hoy día sigue siendo un gigante ruso. Esta factoría dedicada a la industria pesada, hace que la localidad experimente un boom poblacional debido a la demanda de trabajadores y Sórmovo se convierte en una ciudad superando los 200.000 habitantes. Esta planta comenzó dedicándose a la producción de motores de vapor, carruajes, locomotoras de vapor, tranvías, puentes, motores diesel, cañones, pontones y proyectiles. En la primera parte del siglo XX la planta se centró en la fabricación de locomotoras de vapor. En época de guerra fue una importante factoría de tanques blindados. Tras la guerra se centró en la construcción naval hasta hoy día.
- Datos: Q1977749
- Multimedia: Sormovsky District / Q1977749